# Europese kampioenschappen atletiek 1938 – marathon
Het Europees kampioenschap marathon van 1938 werd gehouden in Parijs.

## Uitslag
| rang | land | deelnemer            | tijd      |
| ---- | ---- | -------------------- | --------- |
| 1    | FIN  | Väinö Muinonen       | 2:37.28,8 |
| 2    | GBR  | Squire Yarrow        | 2:39.03,0 |
| 3    | SWE  | Henry Palmé          | 2:42.13,6 |
| 4    | FRA  | Maurice Waltispurger | 2:44.28,0 |
| 5    | GER  | Erich Puch           | 2:45.08,8 |
| 6    | GER  | Eugen Bertsch        | 2:45.21,0 |
| 7    | FRA  | Germain Leriche      | 2:48.21,6 |
| 8    | ITA  | Umberto De Florentis | 2:49.29,6 |
| 9    | ITA  | Giovanni Balbusso    | 2:51.15,0 |
| 10   | BEL  | Felix Meskens        | 2:50.40,4 |
| 11   | SUI  | Ernst Meier          | 2:54.25   |
| 12   | HUN  | Mucsi József         | 3:03.14,6 |
| 13   | GBR  | Francis O'Sullivan   | 3:05.06,4 |
| 14   | SUI  | Jean Mutti           | 3:07.25,4 |
| DNF  | BEL  | Robert Nevens        | DNF       |
| DNF  | FIN  | Mauno Tarkiainen     | DNF       |

Turijn 1934 ·
Parijs 1938 ·
Oslo 1946 ·
Brussel 1950 ·
Bern 1954 ·
Stockholm 1958 ·
Belgrado 1962 ·
Boedapest 1966 ·
Athene 1969 ·
Helsinki 1971 ·
Rome 1974 ·
Praag 1978 ·
Athene 1982 ·
Stuttgart 1986 ·
Split 1990 ·
Helsinki 1994 ·
Boedapest 1998 ·
München 2002 ·
Göteborg 2006 ·
Barcelona 2010 ·
Zürich 2014 ·
Berlijn 2018 ·
München 2022 ·